# Peter Chelsom
Peter Chelsom (Blackpool, Lancashire, 20 de Abril de 1956) é um cineasta britânico.

Dirigiu filmes como: Ouve a Minha Canção (Hear My Song) (1991), Comédia Louca (Funny Bones) (1995), Os Poderosos (The Mighty) (1998), Feliz Acaso (Serendipity)  (2001), Mistérios do Sexo Oposto (Town & Country) (2001), Vamos Dançar? (Shall We Dance?) (2004) e Hannah Montana - O Filme (Hannah Montana: The Movie)  (2009).